# Polska na Mistrzostwach Europy w Lekkoatletyce 2010
Polska na Mistrzostwach Europy w Lekkoatletyce 2010 – reprezentacja Polski podczas zawodów liczyła 71 zawodników: 29 kobiet oraz 42 mężczyzn. Kapitanem reprezentacji był młociarz Szymon Ziółkowski.
Początkowo w składzie znajdowała się także aktualna mistrzyni świata w skoku o tyczce – Anna Rogowska, która jednak wycofała się z zawodów z powodu kontuzji.
Także kontuzja uniemożliwiła występ w biegu na 400 metrów przez płotki Annie Jesień – medalistce mistrzostw świata i Europy w tej konkurencji.

## Występy reprezentantów Polski

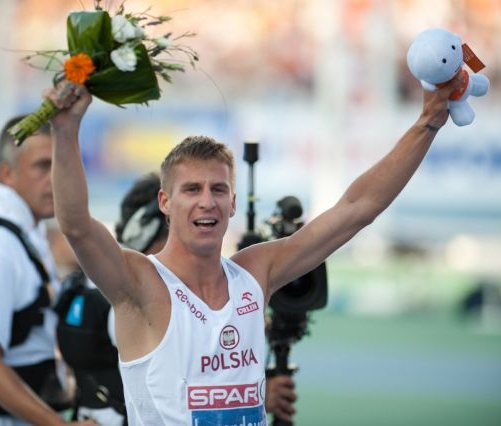
Marcin Lewandowski po zwycięstwie w biegu na 800 metrów

Reprezentanci Polski zdobyli łącznie 10 medali: 3 złote, 1 srebrny i 6 brązowych.

### Mężczyźni

#### Konkurencje biegowe i chód
| Zawodnik                                                        | Konkurencja | Eliminacje  | Eliminacje | Półfinał    | Półfinał | Finał        | Finał |
| Zawodnik                                                        | Konkurencja | Rezultat    | Poz.       | Rezultat    | Poz.     | Rezultat     | Poz.  |
| --------------------------------------------------------------- | ----------- | ----------- | ---------- | ----------- | -------- | ------------ | ----- |
| Paweł Stempel                                                   | 100 m       | 10.58       | 24 q       | 10.53       | 21       |              |       |
| Robert Kubaczyk                                                 | 100 m       | 10.51       | 20 Q       | 10.55       | 22       |              |       |
| Dariusz Kuć                                                     | 100 m       | 10.53       | 22 q       | 10.65       | 23       |              |       |
| Piotr Wiaderek                                                  | 200 m       | 21.20       | 26         |             |          |              |       |
| Kamil Kryński                                                   | 200 m       | 20.81 (=PB) | 12 Q       | 20.81 (=PB) | 10       |              |       |
| Marcin Marciniszyn                                              | 400 m       | 46.31       | 16 Q       | 45.58 (SB)  | 10       |              |       |
| Kacper Kozłowski                                                | 400 m       | 45.97       | 7 Q        | 45.24 (PB)  | 6 q      | 46.07        | 8     |
| Piotr Klimczak                                                  | 400 m       | 46.81       | 23 Q       | 46.68       | 21       |              |       |
| Marcin Lewandowski                                              | 800 m       | 1:49.78     | 7 Q        | 1:48.15     | 6 Q      | 1:47.07      | 1     |
| Adam Kszczot                                                    | 800 m       | 1:50.08     | 14 Q       | 1:47.84     | 3 Q      | 1:47.22      | 3     |
| Mateusz Demczyszak                                              | 1500 m      |             |            | 3:42.15     | 10 Q     | 3:44.42      | 8     |
| Marcin Chabowski                                                | 10 000 m    |             |            |             |          | 29:15.65     | 11    |
| Adam Draczyński                                                 | Maraton     |             |            |             |          | DNF          | DNF   |
| Mariusz Giżyński                                                | Maraton     |             |            |             |          | 2:21:54      | 12    |
| Henryk Szost                                                    | Maraton     |             |            |             |          | DNF          | DNF   |
| Tomasz Szymkowiak                                               | 3000 m z p. |             |            | 8:30.02     | 3 Q      | 8:23.37      | 4     |
| Hubert Pokrop                                                   | 3000 m z p. |             |            | 8:32.77     | 14       |              |       |
| Artur Noga                                                      | 110 m p.p.  | 13.68       | 12 Q       | 13.53       | 5 Q      | 13.44        | 5     |
| Dominik Bochenek                                                | 110 m p.p.  | 13.58       | 5 Q        | 14.13       | 14       |              |       |
| Rafał Omelko                                                    | 400 m p.p.  | 52.54       | 24         |             |          |              |       |
| Rafał Augustyn                                                  | Chód 20 km  |             |            |             |          | 1:22:40      | 10    |
| Jakub Jelonek                                                   | Chód 20 km  |             |            |             |          | 1:22:24 (SB) | 8     |
| Dawid Tomala                                                    | Chód 20 km  |             |            |             |          | 1:25:50      | 19    |
| Grzegorz Sudoł                                                  | Chód 50 km  |             |            |             |          | 3:42:24 (PB) | 2     |
| Łukasz Nowak                                                    | Chód 50 km  |             |            |             |          | 3:51:31      | 8     |
| Artur Brzozowski                                                | Chód 50 km  |             |            |             |          | DNF          | DNF   |
| Paweł Stempel Robert Kubaczyk Dariusz Kuć Kamil Kryński         | 4 × 100 m   |             |            | 39.20       | 4 Q      | 38.83        | 5     |
| Marcin Marciniszyn Piotr Klimczak Jan Ciepiela Daniel Dąbrowski | 4 × 400 m   |             |            | 3:04.51     | 5 Q      | 3:03.42      | 5     |

#### Konkurencje techniczne
| Konkurencja    | Zawodnik              | Kwalifikacje | Kwalifikacje | Finał      | Finał | Finał |
| Konkurencja    | Zawodnik              | Rezultat     | Poz.         | Rezultat   | Poz.  |       |
| -------------- | --------------------- | ------------ | ------------ | ---------- | ----- | ----- |
| Skok wzwyż     | Sylwester Bednarek    | 2.23         | 12 q         | 2.19       | 10    |       |
| Skok wzwyż     | Konrad Owczarek       | 2.19         | 16           |            |       |       |
| Skok wzwyż     | Wojciech Theiner      | 2.23         | 13           |            |       |       |
| Skok o tyczce  | Przemysław Czerwiński | 5.60         | 10 q         | 5.75 (SB)  | 3     |       |
| Skok o tyczce  | Mateusz Didenkow      | 5.60         | 12 q         | 5.50       | 11    |       |
| Skok o tyczce  | Łukasz Michalski      | 5.65         | 4 Q          | 5.65       | 7     |       |
| Pchnięcie kulą | Tomasz Majewski       | 20.36        | 3 Q          | 21.00      | 1     |       |
| Pchnięcie kulą | Jakub Giża            | 19.69        | 11 q         | 19.73      | 10    |       |
| Rzut dyskiem   | Piotr Małachowski     | 63.69        | 7 Q          | 68.87      | 1     |       |
| Rzut dyskiem   | Przemysław Czajkowski | 61.97        | 13           |            |       |       |
| Rzut młotem    | Szymon Ziółkowski     | 75.75        | 4 Q          | 77.99 (SB) | 5     |       |
| Rzut młotem    | Wojciech Kondratowicz | 74.22        | 11 q         | 75.30      | 7     |       |

| Konkurencja   | Zawodnik      | 100 m | 100 m | Skok w dal | Skok w dal | Pchnięcie kulą | Pchnięcie kulą | Skok wzwyż | Skok wzwyż | 400 m | 400 m | 110 m p.p. | 110 m p.p. | Rzut dyskiem | Rzut dyskiem | Skok o tyczce | Skok o tyczce | Rzut oszczepem | Rzut oszczepem | 1500 m  | 1500 m | Finał     | Finał |
| Konkurencja   | Zawodnik      | Rez.  | Pkt.  | Rez.       | Pkt.       | Rez.           | Pkt.           | Rez.       | Pkt.       | Rez.  | Pkt.  | Rez.       | Pkt.       | Rez.         | Pkt.         | Rez.          | Pkt.          | Rez.           | Pkt.           | Rez.    | Pkt.   | Rez.      | Poz.  |
| ------------- | ------------- | ----- | ----- | ---------- | ---------- | -------------- | -------------- | ---------- | ---------- | ----- | ----- | ---------- | ---------- | ------------ | ------------ | ------------- | ------------- | -------------- | -------------- | ------- | ------ | --------- | ----- |
| Dziesięciobój | Marcin Dróżdż | 11.31 | 793   | 6.85       | 778        | 14.02 (SB)     | 730            | 2.04       | 840        | 51.26 | 757   | 15.18 (SB) | 828        | 45.54 (SB)   | 778          | 4.85          | 865           | 58.79          | 720            | 5:01.97 | 548    | 7637 pkt. | 18    |

### Kobiety

#### Konkurencje biegowe i chód
| Zawodniczka                                                     | Konkurencja | Eliminacje | Eliminacje | Półfinał     | Półfinał | Finał      | Finał |
| Zawodniczka                                                     | Konkurencja | Rezultat   | Poz.       | Rezultat     | Poz.     | Rezultat   | Poz.  |
| --------------------------------------------------------------- | ----------- | ---------- | ---------- | ------------ | -------- | ---------- | ----- |
| Marika Popowicz                                                 | 100 m       | 11.80      | 27         |              |          |            |       |
| Weronika Wedler                                                 | 200 m       | 23.62      | 12 q       | 23.30        | 10       |            |       |
| Marta Jeschke                                                   | 200 m       | 23.60      | 11 q       | 23.36 (SB)   | 12       |            |       |
| Ewelina Ptak                                                    | 200 m       | 23.66      | 14 Q       | 23.48        | 14       |            |       |
| Agata Bednarek                                                  | 400 m       |            |            | 54.16        | 17       |            |       |
| Angelika Cichocka                                               | 800 m       |            |            | 2:01.17 (PB) | 13       |            |       |
| Renata Pliś                                                     | 1500 m      |            |            | 4:07.20      | 14       |            |       |
| Sylwia Ejdys                                                    | 1500 m      |            |            | 4:05.76      | 8 q      | 4:24.82    | 12    |
| Lidia Chojecka                                                  | 5000 m      |            |            |              |          | DNF        | DNF   |
| Karolina Jarzyńska                                              | Maraton     |            |            |              |          | DNF        | DNF   |
| Katarzyna Kowalska                                              | 3000 m z p. |            |            | 9:41.14      | 3 Q      | 9:42.47    | 10    |
| Wioletta Frankiewicz                                            | 3000 m z p. |            |            | 9:46.38      | 7 Q      | 9:34.13    | 3     |
| Joanna Kocielnik                                                | 100 m p.p.  | 13.25      | 15 Q       | 13.06        | 9        |            |       |
| Marzena Kościelniak                                             | 400 m p.p.  | 56.52 (PB) | 15 q       | 56.72        | 14       |            |       |
| Agnieszka Dygacz                                                | Chód 20 km  |            |            |              |          | 1:34:51    | 12    |
| Paulina Buziak                                                  | Chód 20 km  |            |            |              |          | DSQ        | DSQ   |
| Weronika Wedler Marta Jeschke Marika Popowicz Daria Korczyńska  | 4 × 100 m   |            |            | 43.30        | 3 Q      | 42.68 (NR) | 3     |
| Anna Jesień Agata Bednarek Izabela Kostruba-Rój Aneta Jakóbczak | 4 × 400 m   |            |            | 3:35.25      | 12       |            |       |

#### Konkurencje techniczne
| Konkurencja  | Zawodniczka          | Kwalifikacje | Kwalifikacje | Finał      | Finał | Finał |
| Konkurencja  | Zawodniczka          | Rezultat     | Poz.         | Rezultat   | Poz.  |       |
| ------------ | -------------------- | ------------ | ------------ | ---------- | ----- | ----- |
| Skok w dal   | Anna Jagaciak        | 6.74 (PB)    | 3 Q          | 6.36       | 10    |       |
| Trójskok     | Małgorzata Trybańska | 14.44 (NR)   | 6 Q          | 13.82      | 11    |       |
| Trójskok     | Anna Jagaciak        | 14.03        | 15           |            |       |       |
| Rzut dyskiem | Joanna Wiśniewska    | 58.93        | 7 q          | 62.37 (SB) | 3     |       |
| Rzut dyskiem | Żaneta Glanc         | 55.50        | 13           |            |       |       |
| Rzut dyskiem | Wioletta Potępa      | 60.45        | 3 Q          | 55.48      | 12    |       |
| Rzut młotem  | Anita Włodarczyk     | 71.17        | 3 Q          | 73.56      | 3     |       |
| Rzut młotem  | Małgorzata Zadura    | 65.45        | 16           |            |       |       |

| Konkurencja | Zawodniczka       | 100 m p.p. | 100 m p.p. | Skok wzwyż | Skok wzwyż | Pchnięcie kulą | Pchnięcie kulą | 200 m      | 200 m | Skok w dal | Skok w dal | Rzut oszczepem | Rzut oszczepem | 800 m        | 800 m | Finał          | Finał |
| Konkurencja | Zawodniczka       | Rez.       | Pkt.       | Rez.       | Pkt.       | Rez.           | Pkt.           | Rez.       | Pkt.  | Rez.       | Pkt.       | Rez.           | Pkt.           | Rez.         | Pkt.  | Rez.           | Poz.  |
| ----------- | ----------------- | ---------- | ---------- | ---------- | ---------- | -------------- | -------------- | ---------- | ----- | ---------- | ---------- | -------------- | -------------- | ------------ | ----- | -------------- | ----- |
| Siedmiobój  | Karolina Tymińska | 13.54 (PB) | 1044       | 1.74 (SB)  | 903        | 14.08          | 799            | 23.77 (SB) | 1003  | 6.11       | 883        | 35.43 (SB)     | 580            | 2:06.44 (SB) | 1018  | 6230 pkt. (SB) | 5     |